# Bananenschnüffler
Bananenschnüffler ist eine Tätigkeit, die im Zusammenhang mit der Verarbeitung von Dessertbananen der Qualitätssicherung zuzuordnen ist.
Bananen werden in den Anbauländern grün geerntet. Sie werden während des Transportes aus den Tropen in die Verzehrländer in Packgas, das in der Hauptsache aus Stickstoff besteht, bei 13–17 °C gelagert. Ansonsten beginnen die Bananen zu reifen. In diesem Fall gibt die Banane das Reifegas Ethylen ab, was zur Reifung weiterer Bananen führt. Diese Bananen sind dann nicht mehr verkaufsfähig. Aufgabe des Bananenschnüfflers ist das Aussortieren reifer Früchte und somit der Erhalt der Qualität. Anschließend werden die Bananen in die Bananenreifereien gebracht, um sie geordnet zu reifen.